# Suspension de véhicule
 (avril 2013).
Si vous disposez d'ouvrages ou d'articles de référence ou si vous connaissez des sites web de qualité traitant du thème abordé ici, merci de compléter l'article en donnant les références utiles à sa vérifiabilité et en les liant à la section « Notes et références ».
Pour les articles homonymes, voir Suspension.
Les suspensions d'un véhicule sont les éléments permettant de relier les masses non suspendues (typiquement la roue, les pièces d'entraînement de roue, souvent les systèmes de freinage, etc) aux masses suspendues (typiquement le châssis, le moteur et tous les composants du véhicule fixés au châssis).
L'utilisation de la suspension est imposée par les irrégularités de la surface sur laquelle se déplace le véhicule. Elle en diminue l'impact sur l'engin, réduisant la fatigue mécanique et l'usure, améliorant le confort et maintenant le contact entre les roues et le sol : condition indispensable pour une adhérence constante. Par ailleurs la masse du véhicule nécessite l'utilisation d'un mécanisme de rappel pour éviter que le système ne s'affaisse indéfiniment.
Ainsi, la suspension se compose d'un dispositif de liaison entre les « masses non suspendues » et les « masses suspendues », d'un ressort et d'un amortisseur.
On distingue aussi les suspensions « à roues indépendantes » dans lesquelles sur un même essieu la partie gauche est séparée de la partie droite, des suspensions « à essieu rigide » où les parties gauche et droite sont liées.
Certaines explications peuvent nécessiter la lecture au préalable de l'article géométrie de suspension notamment pour les véhicules terrestres.

## Différents types de suspension
Glossaire
- porte-fusée : aussi appelé « porte-moyeu », c'est la partie mécanique qui supporte le roulement mécanique et donc indirectement le moyeu. Elle supporte également la partie fixe du freinage. C'est aussi cette pièce qui est orientée lors d'une action sur la direction.
- triangle : bras de suspension typique des suspensions à double triangulation.
- train avant/arrière : système complet de suspension avant ou arrière (incluant les parties mécaniques de gauche et de droite).
- barre anti-roulis : système limitant le roulis du véhicule en assurant une connexion souple entre les composants gauche et droit d'un train.

On distingue un grand nombre de types de suspensions. En pratique, leur utilisation dépend en grande partie de la charge à transporter, des coûts de fabrication et du type de véhicule.

### Suspension de typeMacPherson

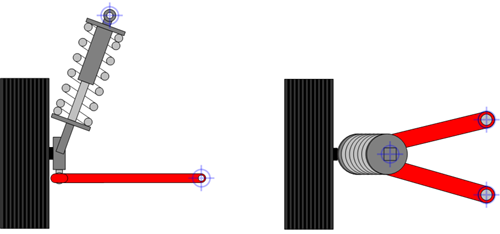
Suspension de type pseudo MacPherson utilisée en automobile : à gauche, vue de côté ; à droite, vue de dessus.

C'est le type le plus utilisé sur l'essieu avant à roues indépendantes des automobiles d'aujourd'hui. Chaque côté est doté d'un bras de suspension (remplacé par le triangle de suspension inférieur dans le type dit « pseudo Mc Pherson ») fixé au berceau et lié au porte-moyeu par le biais d'une rotule ; ce bras maintient l'alignement de la jambe de force, fixée de manière rigide au porte-fusée.
La jonction entre les masses suspendues et non suspendues est effectuée par la jambe de force dont le corps peut être constitué d'un ressort hélicoïdal et d'un amortisseur concentriques. La barre antiroulis assure le guidage longitudinal du bras de suspension, celle-ci peut être supprimée dans le cas du pseudo Mc Pherson à triangle de suspension.
Ce type de suspension est très répandu dans la voiture de série car le système est simple donc peu coûteux. Il est également très efficace dans la mesure où il maintient la roue assez perpendiculaire au sol ; toutefois, quand le véhicule prend du roulis, il y a « prise de carrossage négatif à l'attaque (débattement vers le haut) ». Cela assure un bon maintien de l'adhérence en virage. Les trains avant des voitures de série en sont équipés. 
Earle S. MacPherson (1891-1960) était un ingénieur né à Highland Park (Illinois). Après avoir travaillé à la division Chevrolet de General Motors aux États-Unis, il est venu en France pour travailler à la division européenne du constructeur Ford, c'est là qu'il a développé son système de suspension, utilisé d'abord sur la Ford Vedette en 1949.
- Suspension de type pseudo MacPherson.
1 : Triangle de suspension
2 et 3 : Silentblocs
4 : Rotule
8 : Barre antiroulis

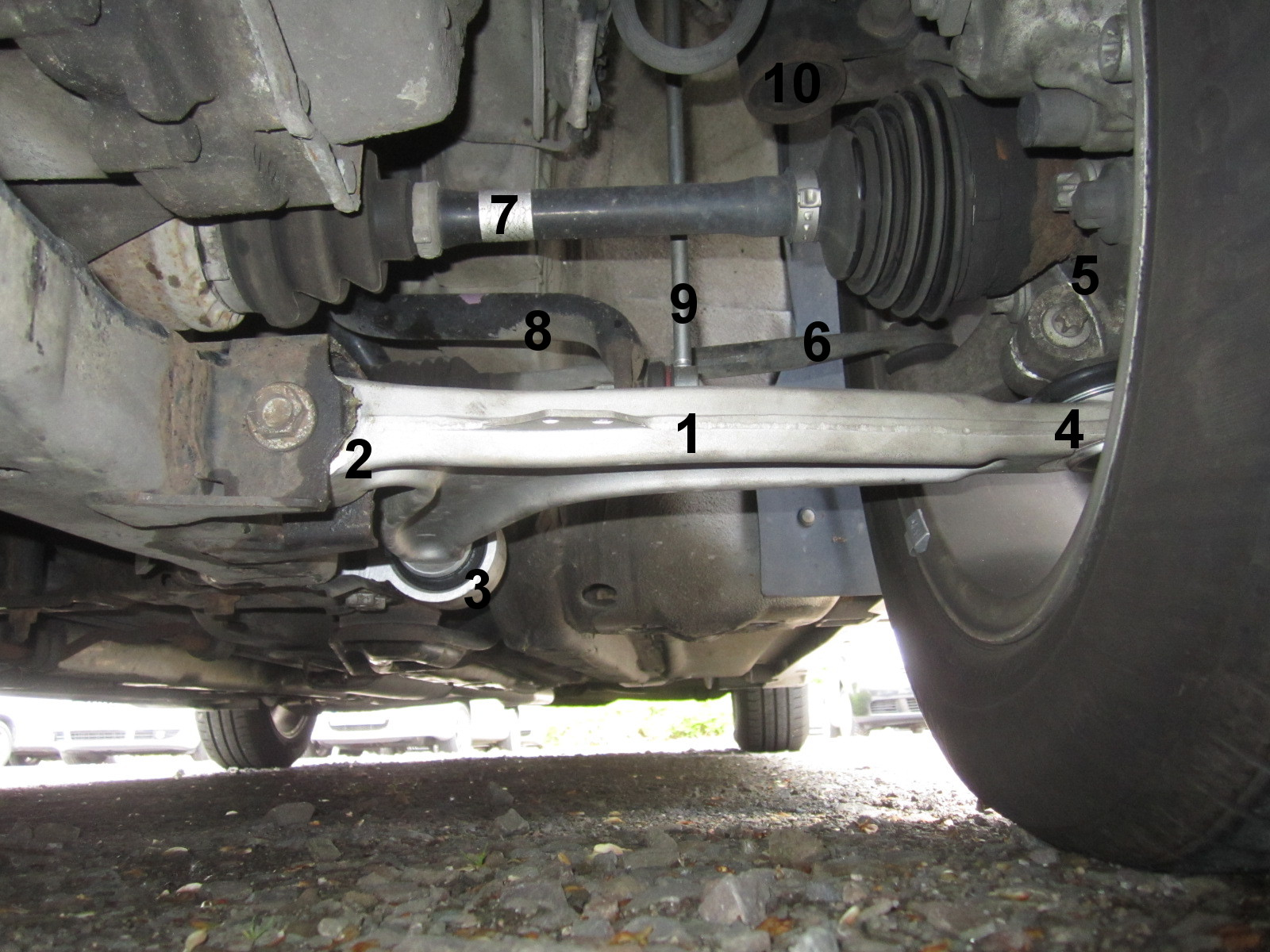
Suspension de type pseudo MacPherson. 1 : Triangle de suspension 2 et 3 : Silentblocs 4 : Rotule 8 : Barre antiroulis
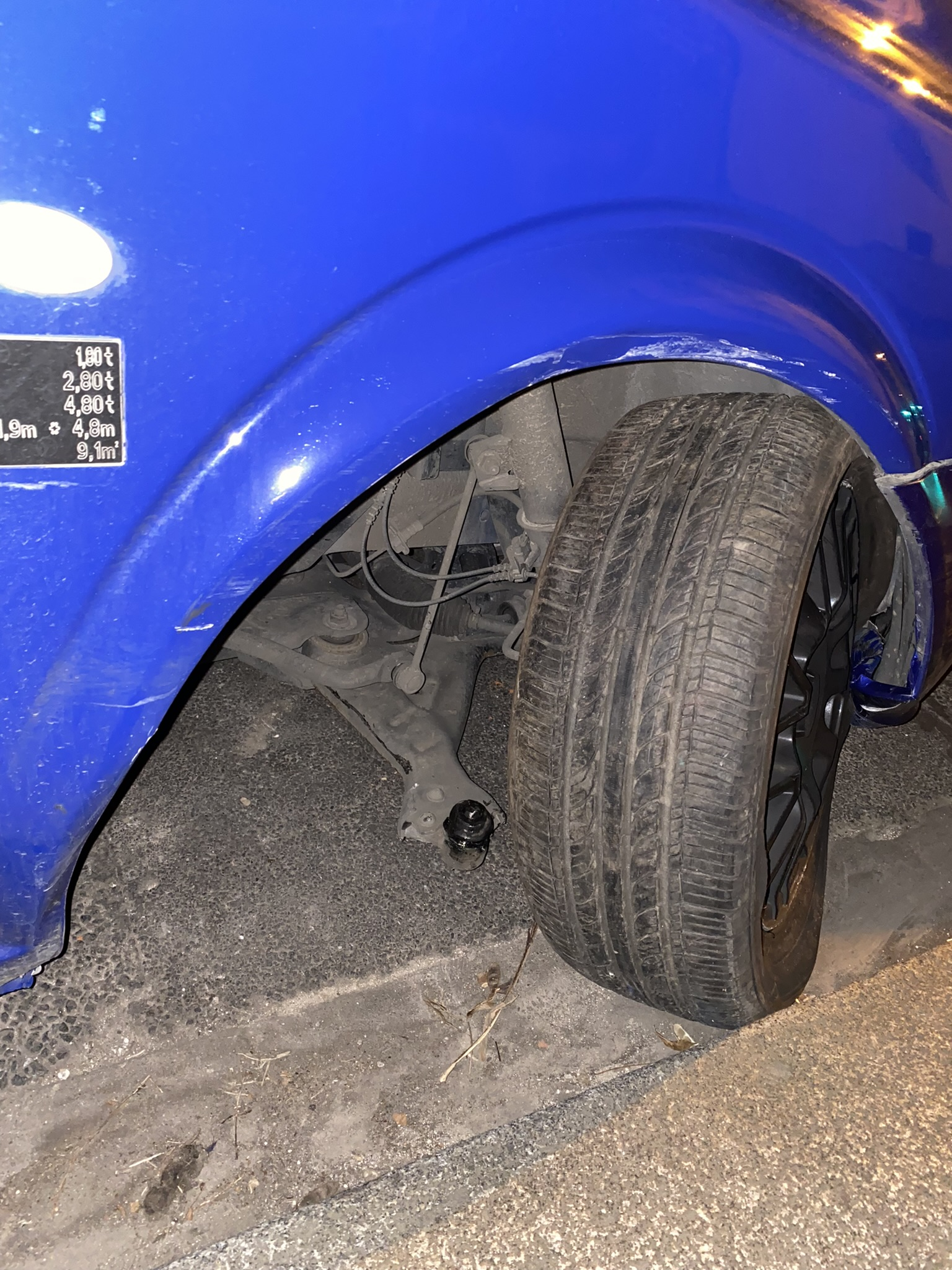
Suspension pseudo MacPherson accidentée. La rotule, située au bout du triangle inférieur, n'est plus fixée au porte-fusée, libérant de fait la roue de la contrainte mécanique la gardant dans sa position normale, à l'intérieur du puits de roue.

### Suspension arrière à poutre de torsion

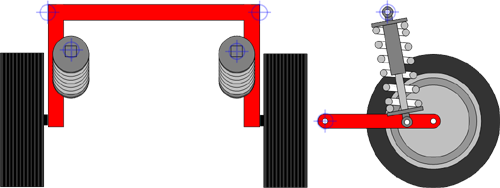
Suspension à bras tirés et poutre de torsion utilisée sur le train arrière automobile

La suspension arrière à poutre de torsion (parfois nommé « essieu semi-rigide ») est un type de suspension basé sur une poutre transversale fixée au châssis à l'aide de silentblocs et dotée de porte-fusées ou de bras tirés à chaque extrémité ; la poutre joue le rôle de barre anti-dévers, limitant la prise de roulis à l'arrière du véhicule. 
Ce type de suspension se trouve sur les trains arrière de petites tractions. La prise de carrossage est nulle à l'enfoncement de la suspension. C'est une suspension économique, ce qui explique son utilisation.

### Suspension à double triangulation
C'est ce qui se fait de mieux en automobile, elle est de type « indépendante »[réf. nécessaire]. À l'instar des suspensions MacPherson, on y exploite des triangles parfois de dimension différentes pour faire évoluer le carrossage en fonction de la charge. Le porte-fusée est raccordé par deux rotules, une au triangle inférieur, l'autre au triangle supérieur. Le châssis est raccordé en quatre articulations, soit deux par triangle. Un système d'amortisseur et ressort est articulé sur un des deux triangles. On appelle parfois cette suspension « suspension à parallélogramme déformable ».

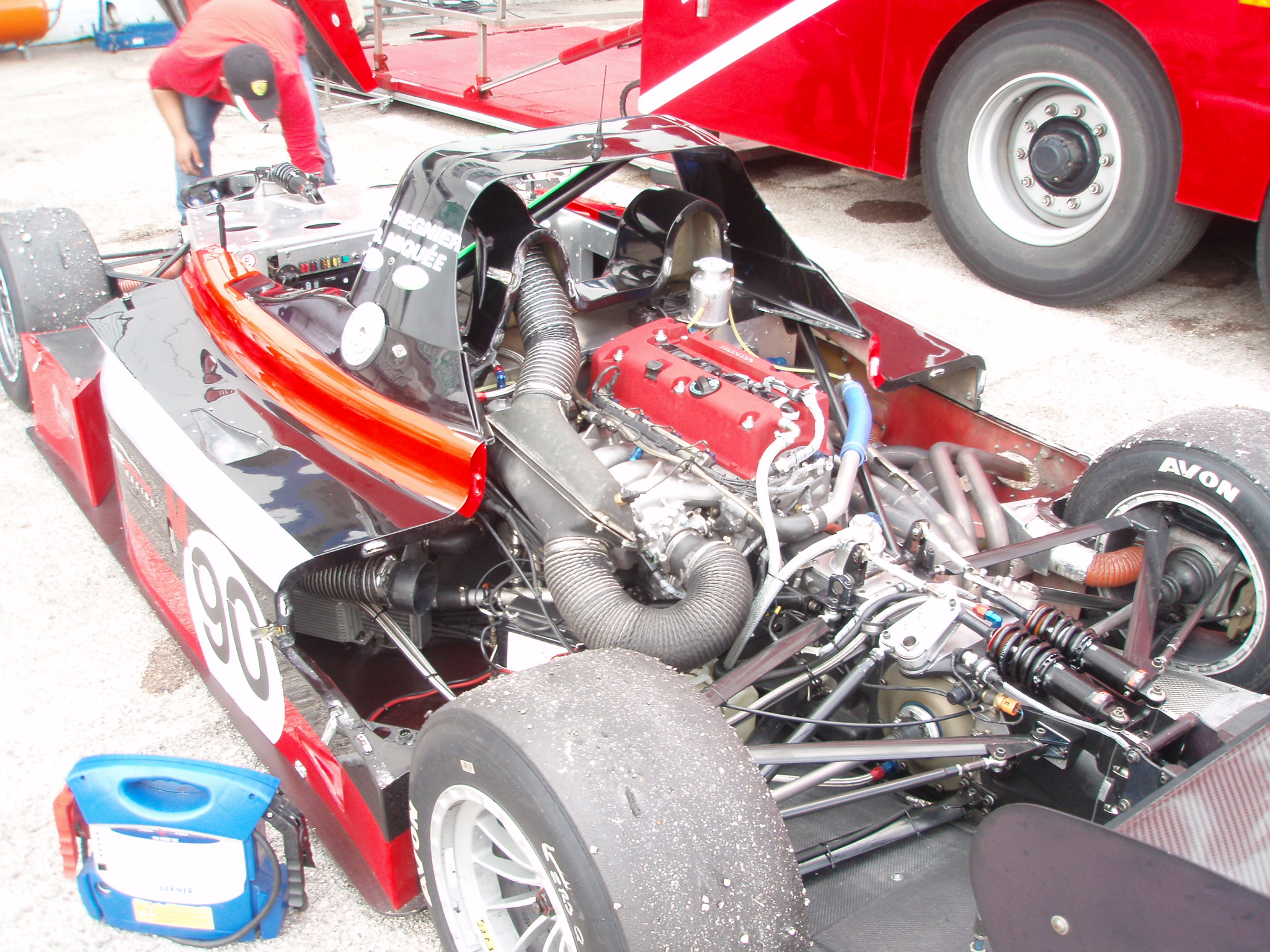
Double triangulation et amortisseurs « inboard » sur un proto 2 litres

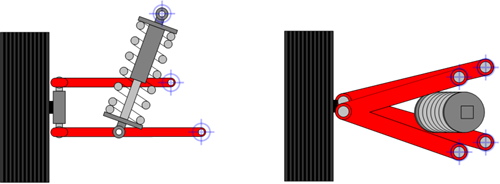
Suspension de type double triangulation utilisée en compétition automobile

Ce type de suspension se retrouve sur la majorité des voitures de compétition et les voitures haut de gamme. Son intérêt réside dans l'infinité de réglages possibles en fonction des points d'ancrage des différentes articulations. Ainsi, le carrossage, la chasse, l'antiplongée, etc., sont réglables et peuvent même être variables (voir géométrie de suspension). Mais aussi, à l'inverse de la suspension de type MacPherson, il assure une meilleure motricité en fonction des réglages appliqués au train. Comme pour la suspension MacPherson, on associe une barre anti-roulis pour améliorer le comportement du châssis.

Les monoplaces de Formule 1 actuelles[Quand ?] disposent de suspensions à double triangle, le système amortisseurs/ressorts étant monté dans la monoplace au niveau du capot avant (auvent). Pour relier les roues aux ressorts, il existe deux solutions : les suspensions à poussoir et les suspensions à tirant. Le poussoir transmet les forces subies par la roue en comprimant le ressort alors que les tirants dissipent ces mêmes forces en tirant l'amortisseur. Pour les suspensions arrière, de nombreuses écuries utilisent des suspensions à tirant, plus facile à implanter que les poussoirs à cause de l'encombrement de la boîte de vitesses. En effet, les poussoirs sont implantés au niveau de l'attache de l'aileron arrière, directement sur le carter de la boîte de vitesses.

### Suspension coulissante

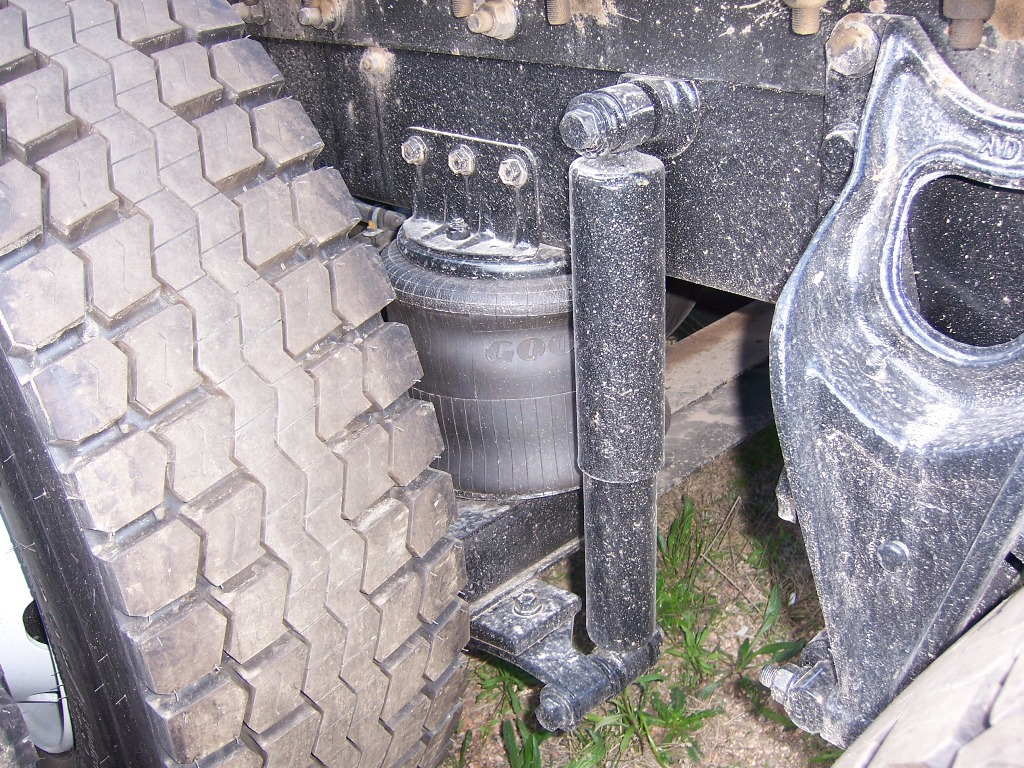
Suspension coulissante de camion

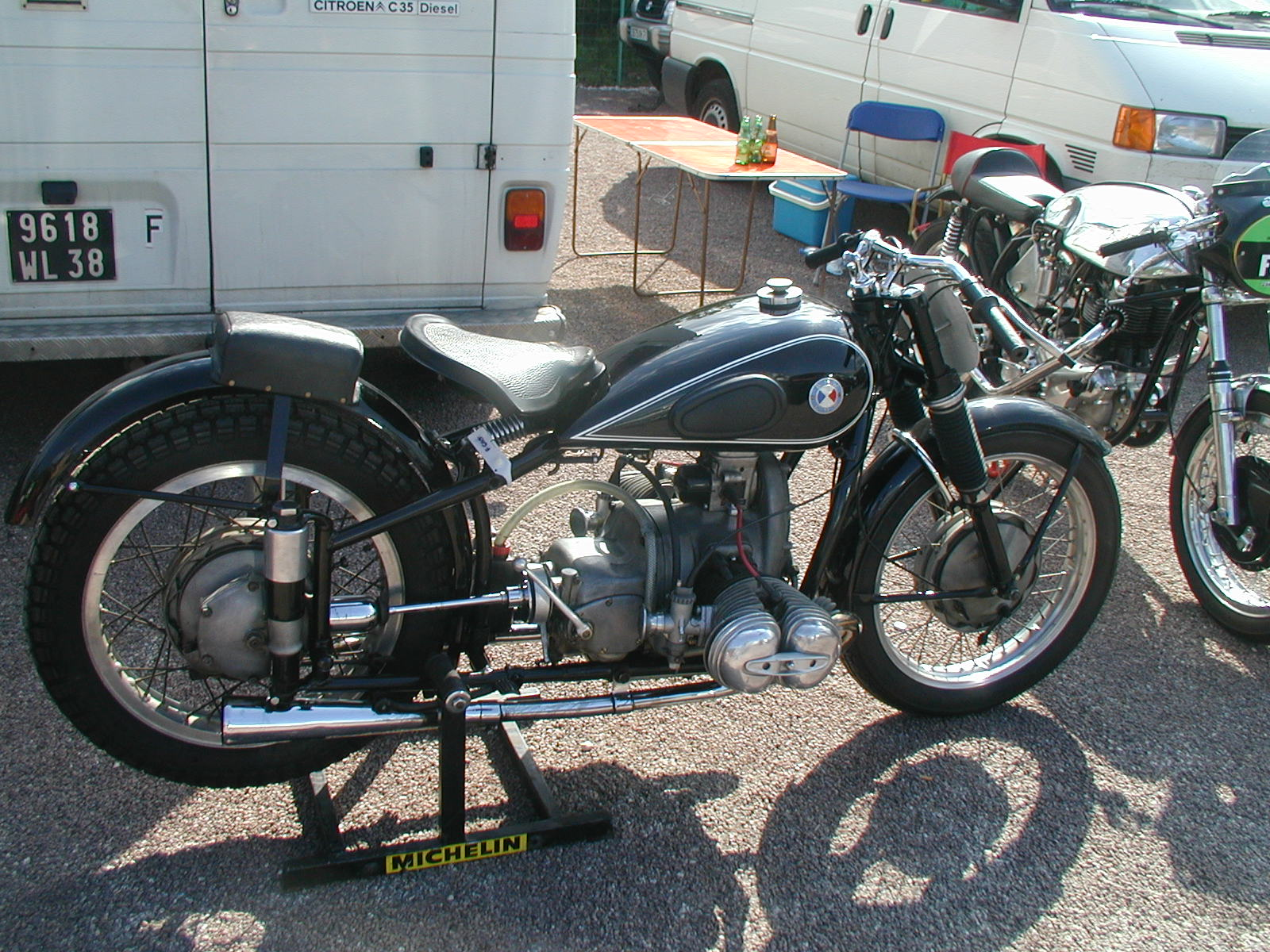
Suspension coulissante sur une CMR

C'est une suspension où la roue peut se déplacer par coulissement dans un guide. L'ensemble de la structure est rigide.
Cette suspension a longtemps équipé les motocyclettes, où elle a été remplacée par la suspension à bras oscillant.
Elle a l'avantage de permettre la réalisation d'un cadre plus solide (tout l'arrière est rigide), mais permet moins de débattement.

### Suspension à «bras tiré» (ou bras oscillant)
Elle n'est pas très utilisée en automobile, sauf pour les charges lourdes (typiquement les remorques de camions et les blindés), elle est de type « indépendante ». Toutefois, son utilisation est massive pour le train arrière des véhicules de type motocyclette, où elle a remplacé la suspension coulissante à l'arrière. Elle est constituée d'un bras de suspension ; la roue et le châssis y sont chacun fixés à l'aide d'un axe. Un système d'amortisseur et ressort est fixé à l'aide d'une rotule sur le bras de suspension.
Ce type de suspension est très compact, ce qui permet l'utilisation de bras de suspension de grande dimension et ainsi de soutenir une très forte charge. Il n'y a pas de « prise de carrossage » à l'enfoncement d'où l'utilisation pour la motocyclette et les véhicules chenillés. Ce type de suspension assure également une excellente adhérence longitudinale (motricité).

Différents types de suspension
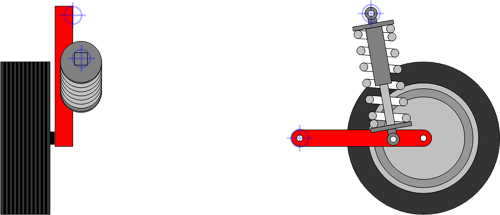
Type utilisé en automobile, sur les camions et chars.
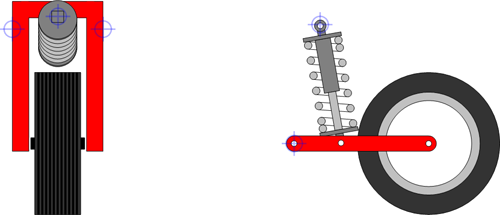
Suspension à « bras tiré » utilisée sur motocyclettes.
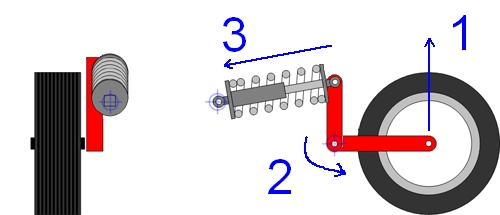
Suspension Christie utilisée sur chars d'assaut.

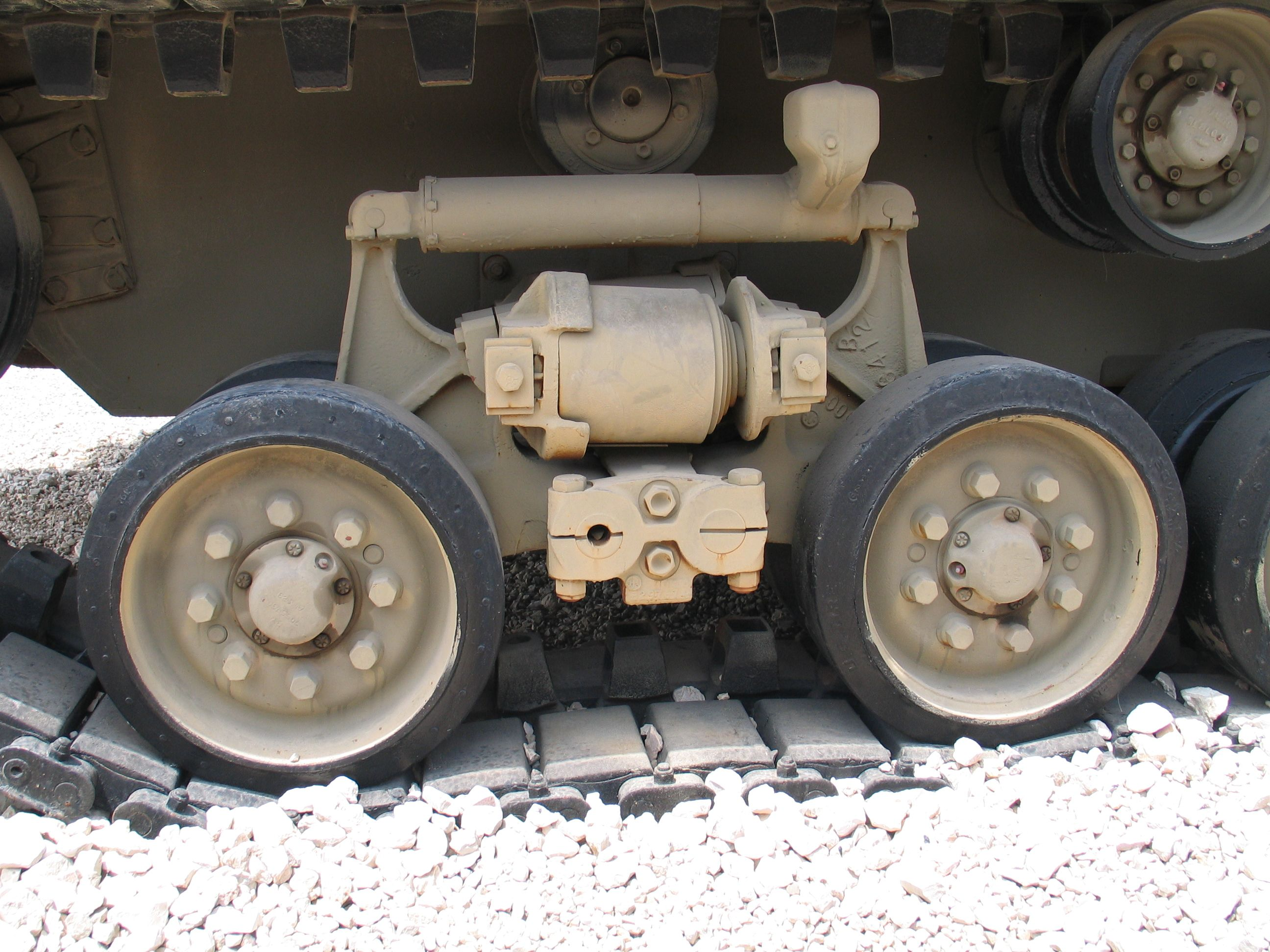
Suspension de char M4 Sherman

Une amélioration de cette suspension est la suspension Christie utilisée sur les chars d'assaut où l'élément amortisseur est déporté dans une position approximativement horizontale. Cette solution permet de protéger l'amortisseur et surtout d'augmenter ses dimensions. En effet, pour avoir de grands débattements, il faudrait soit rapprocher l'amortisseur de l'axe de rotation (ce qui génère des efforts importants), soit allonger la course de l'amortisseur, qui devient alors incompatible avec le véhicule (cas des véhicules bas ou suspendus par ressorts). Une des rares automobiles utilisant ce principe est la Citroen 2CV sur son essieu arrière où les amortisseurs sont horizontaux et placés dans les longerons.

### Suspension télescopique

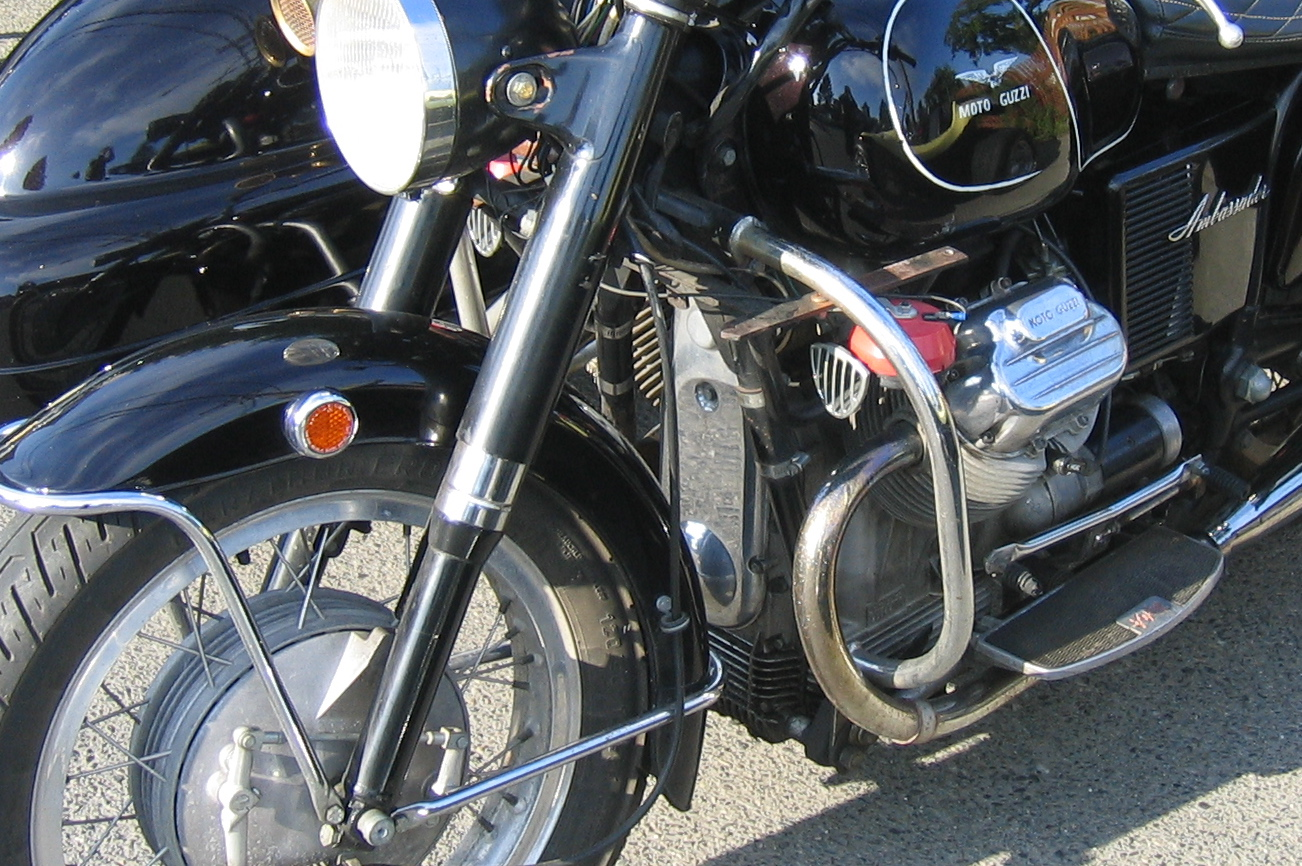
Suspension télescopique de moto

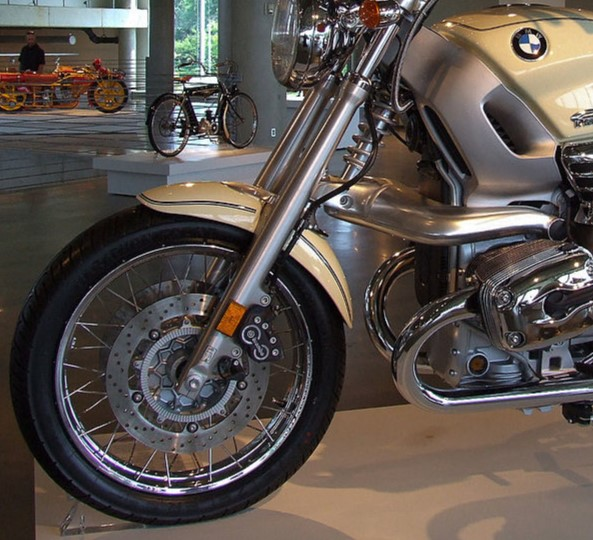
Suspension à compas Telelever BMW

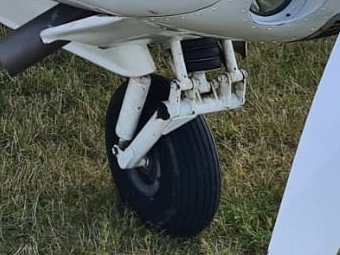
Suspension télescopique d'avion

C'est la suspension réservée au domaine de la motocyclette et de l'aviation. Elle est installée en utilisant une paire système d'amortisseur et ressort sur le train avant des motocyclettes pour permettre une orientation de la roue et limiter la déformation lors des contraintes latérales. Dans le domaine de l'aviation, on utilise un seul système d'amortisseur et ressort, l'orientation étant assurée à l'aide de deux petits bras de suspension (système appelé « compas ») ne jouant pas d'autre rôle que le guidage (cas également de certaines motos BMW).
Cette suspension est intéressante pour sa légèreté, primordiale en aviation. Pour cette même qualité, ce type de suspension est utilisé sur les motocyclettes, bien que les raisons physiques diffèrent. Dans ce cas, le but est de réduire les masses non suspendues, le train s'en trouvant plus réactif (moins d'inertie). Des essais de suspension de type double triangulation ont été menés sans succès sur motocyclette, l'intérêt étant de limiter la diminution de la chasse à l'enfoncement (voir géométrie de suspension).

Différents types de suspension
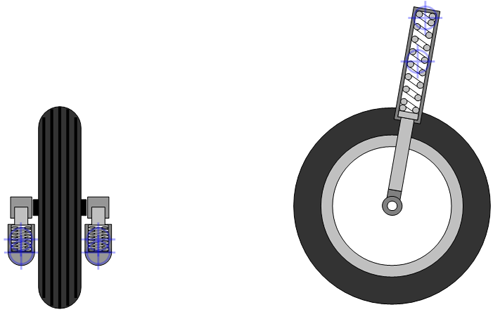
Suspension de type fourche télescopique pour motocyclette.
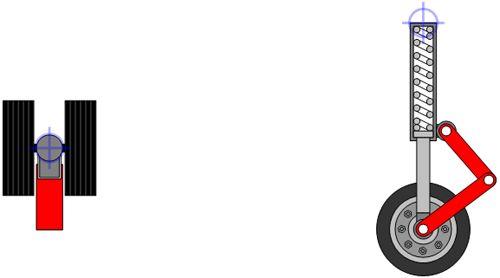
Suspension de type télescopique utilisée en occident dans l'aviation.
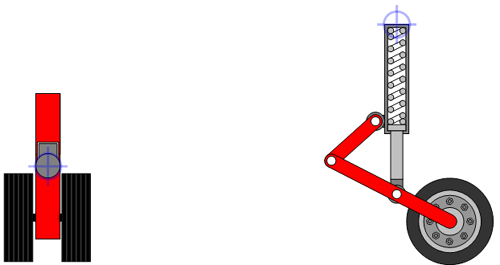
Type utilisé dans le domaine de l'aviation russe.

## Types d'amortissement
Dans une suspension, les ressorts fournissent l'effort s'opposant à l'effet du poids et de l'inertie. La technologie est liée à la géométrie de la suspension et au savoir-faire du moment.

### Ressorts à lames
La suspension avec des ressorts à lames est très ancienne et était déjà largement utilisée par les véhicules hippomobiles. L'avantage de cette solution est la simplicité de l'installation, l'essieu étant directement tenu et guidé par le ressort. 
Le ressort à lames consiste en une série de lames superposées de longueur de plus en plus faible et disposées selon la forme d'une pyramide inversée. Les extrémités de la lame la plus longue constituent les points d'ancrage au véhicule alors que la roue est bridée au centre des lames. 
On peut décrire ainsi les caractéristiques du ressort :
- La plus longue lame, ou lame maîtresse, doit avoir une section suffisante pour résister seule à l'effort tranchant, ainsi que pour permettre la liaison avec les éléments extérieurs. Son extrémité n'est donc jamais triangulaire mais toujours façonnée en fonction des besoins ;
- Pour éviter que le ressort « baille », c'est-à-dire que les lames décollent, on donne à ces dernières une courbure qui croît de la lame maîtresse, la plus longue, aux plus courtes. Il faut alors que l'épaisseur des lames soit décroissante, sinon on dépasserait de plus en plus largement la limite d'élasticité ;
- L'extrémité des lames n'est jamais taillée en pointe, mais coupée droite, terminée en trapèze ou encore amincie et arrondie selon un profil parabolique.

Suspensions à ressorts à lames
Lames droites
Lames trapézoïdales
Lames à extrémités paraboliques
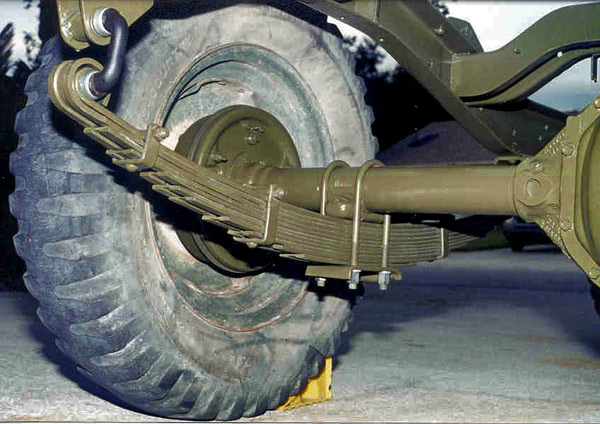
Ressort à lames sur un véhicule

### Ressorts hélicoïdaux

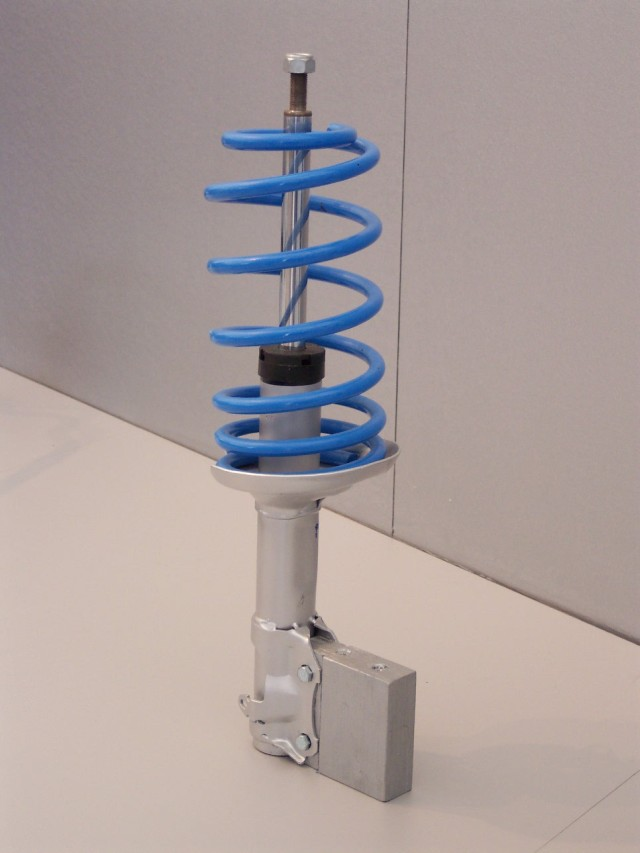
Ressort hélicoïdal (en bleu)

Appelés aussi ressorts à boudin, ces ressorts sont les plus répandus aujourd'hui. Leur géométrie et la gamme de matériaux disponible permettent une bonne compacité. De plus il est facile  de les associer à un amortisseur, disposé coaxialement et ancré aux mêmes points que le ressort.
Nécessairement, ils doivent être couplés à un mécanisme de suspension liant la roue au châssis, et ne peuvent pas, comme dans le cas du ressort à lames, assurer seuls cette liaison mécanique.
La raideur de tels ressorts dépend du matériau, du diamètre du fil employé, de celui de son enroulement et du nombre de spires. Il est très facile d'obtenir une gamme étendue de raideur. Cette solution est donc très avantageuse.

### Barre de torsion

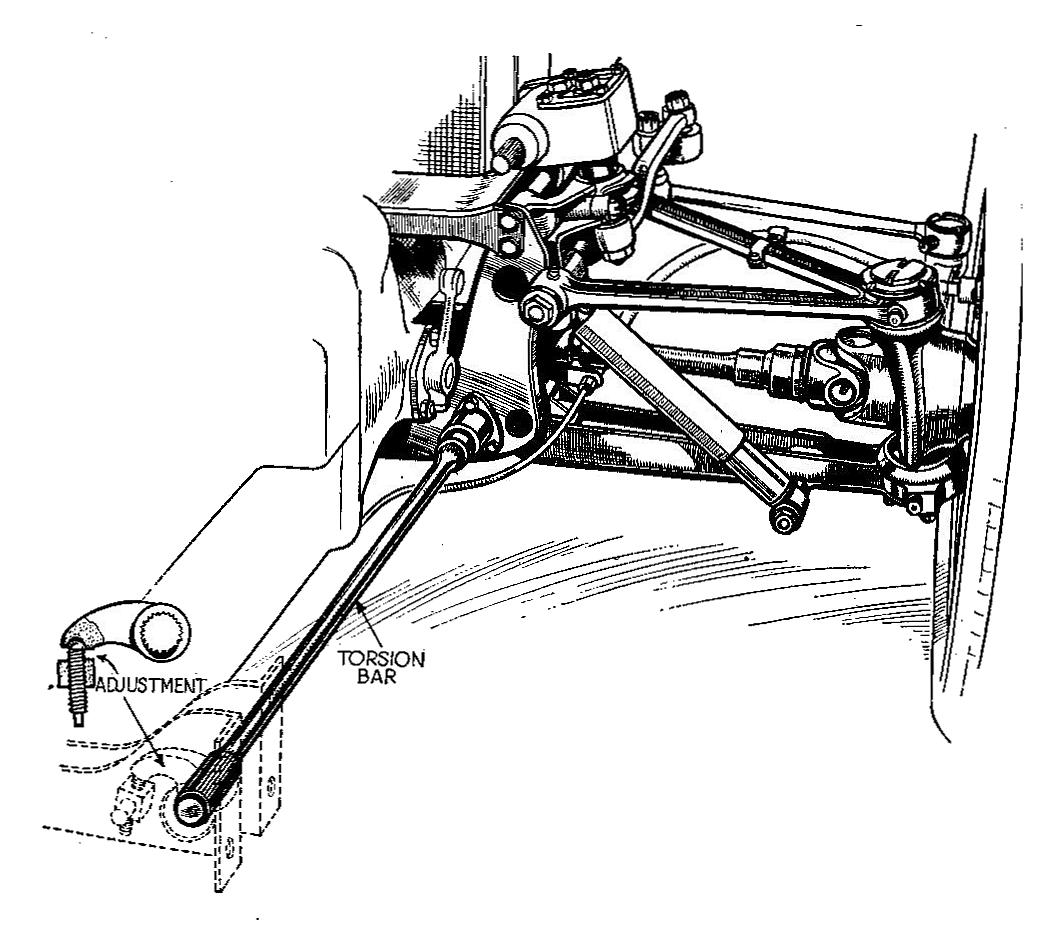
Suspension Citroën (Autocar Handbook, 13th ed, 1935)

Plus compacte que le ressort hélicoïdal, mais plus longue, cette solution est adaptée au train arrière des petits véhicules à traction et à fond plat. C'est la solution retenue pour la Renault 4. Il peut s'agir d'une seule barre soutenant les deux roues, mais aussi de deux barres indépendantes. Dans ce cas, cela impose une différence d'empattement entre les deux côtés du véhicule, si la longueur de la barre est supérieure à la demi largeur du véhicule, comme pour la Renault 5.
Ce sont ces barres de torsion que certains propriétaires de R5 adeptes du tuning s'emploient à « dé-cranter » afin de rabaisser leur véhicule.

### Suspension oléopneumatique

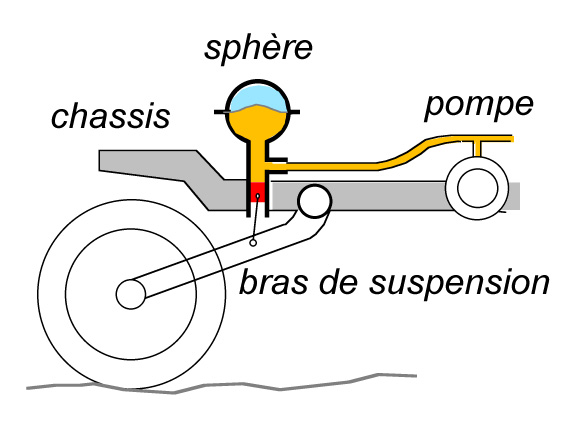
schéma d'une suspension oléopneumatique

Ce type de suspension se caractérise par l'abandon du ressort et de l'amortisseur, au profit de l'association en série d'un vérin hydraulique et d'une chambre ressort à gaz.
Le vérin est relié d'une part à la masse non suspendue (bras de suspension), et de l'autre à la caisse. Le piston, en se déplaçant par rapport au cylindre du vérin, déplace un fluide incompressible sous pression (huile) au travers de clapets amortisseurs situés à l'entrée de la sphère. La sphère est constituée de deux chambres isolées par une membrane. Une chambre contient l'huile poussée par le vérin au travers des clapets, l'autre est remplie d'un gaz sous pression. Le gaz réalise la fonction de ressort par son élasticité ; en exerçant une pression sur la membrane, il la répercute sur l'huile du vérin.
Les principaux avantages de ce système sont : 
- de procurer une sensation de confort type « tapis volant », une impression de souplesse propre à l'utilisation de gaz pour la fonction ressort ;
- de rendre possible la variation de la garde au sol du véhicule, par une variation du volume de fluide ;
- de permettre au véhicule de rester horizontal, et ce, quelle que soit la charge de chaque essieu.

Ce système équipe principalement les automobiles Citroën, même si certains autres constructeurs l'ont utilisé sur leurs modèles de haut de gamme afin de résoudre l'adéquation masse importante, confort, tenue de route. Certains véhicules utilitaires exploitent des ressorts à gaz en appoint des classiques ressorts à lames pour gérer les fortes variations de charges sur les essieux.
Il a été mis en œuvre en série pour la première fois sur l'essieu arrière des Citroën Traction (15-Six-H).  haut de gamme, puis généralisé aux quatre roues sur les DS/ID. Citroën n'a cessé de faire évoluer son système par l'ajout de sphères aux caractéristiques différentes associées à une gestion électronique, ce qui permet d'adapter le confort et la tenue de route aux sollicitations du conducteur et à l'état de la route.
Ce système de suspensions peut être appliqué à tout type de géométrie, même si, dans la pratique, on le retrouve généralement associé à une géométrie MacPherson à l'avant et bras tiré à l'arrière.

### Suspension électromagnétique
La société Bose, spécialisée dans le domaine du son, a développé un système de suspension basé sur des moteurs électriques linéaires qui permettent d'ajuster la souplesse et la dureté de la suspension en fonction du terrain et du souhait de l'utilisateur.